# كرويل ويلسون
كرويل ويلسون هو سياسي كندي، ولد في 1815، وتوفي في 12 أكتوبر 1894. نشط حزبياً في حزب كندا المحافظ. وقد انتخب عضو مجلس العموم الكندي.